# Litofani

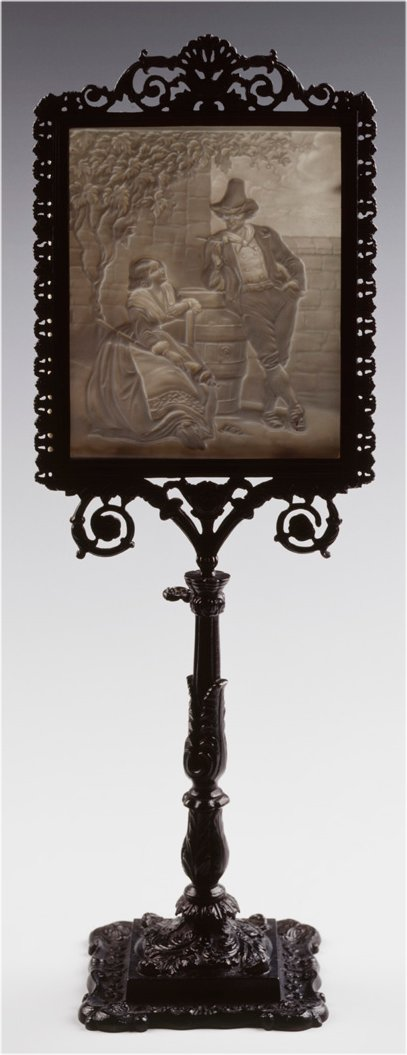
Skärm med litofani, Birmingham Museum of art

Litofani, eller diafanbild, är en form av antika färgade pappersbilder, vanliga under 1800-talet, och som gjorts genomskinliga genom att genomdränkas med fernissa, eller tunna porslinsbilder, som är formade i gipsformar så att de i genomfallande ljus visar en bild. Bilderna innehåller ofta vackra skuggeffekter som uppnås genom att bildens mörka partier är tjocka och de ljusa mycket tunna.

## Användning
I Nordiska museets samlingar finns exempel på hur litofanier används i lampskärmar, i ljusstakar och plaketter för genomskinliga fönsterprydnader.